# Inledande omgångar i Svenska cupen i fotboll för damer 2024/2025
Inledande omgångar i Svenska cupen för damer 2024/2025 inleddes den 8 maj och avslutades den 6 november.

## Omgång 1

### Sammanfattning
| Första omgången – 44 deltagande klubblag | Första omgången – 44 deltagande klubblag | Första omgången – 44 deltagande klubblag |
| ---------------------------------------- | ---------------------------------------- | ---------------------------------------- |
| Lag 1                                    | Resultat                                 | Lag 2                                    |
| IFK Lidingö                              | 3–0                                      | Enköpings SK                             |
| IK Sturehov                              | 2–1                                      | Degerfors IF                             |
| Hällbybrunns IF                          | 1–2                                      | Älvsjö AIK                               |
| Borens IK                                | 0–3                                      | Husqvarna FF                             |
| Östervåla IF                             | 2–3                                      | IK Brage                                 |
| IFK Wreta Kloster                        | 00003–3 (e.f.) (5–6 str.)                | Tjust IF                                 |
| Smedby AIS                               | 3–0                                      | Tyresö FF                                |
| Varbergs BoIS                            | 00002–2 (e.f.) (4–3 str.)                | IF Elfsborg                              |
| Utsiktens BK                             | 5–2                                      | Onsala BK                                |
| Lilla Torg FF                            | 3–0                                      | Hittarps IK                              |
| Spjutstorps IF                           | 2–0                                      | IFK Karlshamn                            |
| Skellefteå FC                            | 3–1                                      | Själevads IK                             |
| Alnö IF                                  | 0–1                                      | IFK Östersund                            |
| Västerås SK                              | 0–3                                      | Sollentuna FK                            |
| Enskede IK                               | 1–0                                      | Bele Barkarby FF                         |
| Skoftebyns IF                            | 00000–4 (e.f.)                           | Örgryte IS                               |
| Eskilsminne IF                           | 00001–1 (e.f.) (3–5 str.)                | Helsingborgs IF                          |
| Bankeryds SK                             | 2–1                                      | Mariebo IK                               |
| Ljungskile SK                            | 00003–4 (e.f.)                           | IFK Göteborg                             |
| IF Team Hudik                            | 2–6                                      | Sandvikens IF                            |
| Segeltorps IF                            | 9–0                                      | P18                                      |
| Hertzöga BK                              | 0–1                                      | FC Trollhättan                           |

### Matcher
|             | 20 maj 2024 | IFK Lidingö                             | 3 – 0           | Enköpings SK | Lidingövallen                             |                                           |
| 20:!5 UTC+2 | 20:!5 UTC+2 | Tuva Bylund 55′, 89′ Maja Palmkvist 79′ | (0 – 0) Rapport |              | Stockholm Publik: 36 Domare: Mimmi Damtew | Stockholm Publik: 36 Domare: Mimmi Damtew |
| 20:!5 UTC+2 | 20:!5 UTC+2 |                                         |                 |              | Stockholm Publik: 36 Domare: Mimmi Damtew | Stockholm Publik: 36 Domare: Mimmi Damtew |
| 20:!5 UTC+2 | 20:!5 UTC+2 |                                         |                 |              | Stockholm Publik: 36 Domare: Mimmi Damtew | Stockholm Publik: 36 Domare: Mimmi Damtew |

|             | 9 maj 2024  | IK Sturehov                        | 2 – 1           | Degerfors IF      | Sörbyvallen                             |                                         |
| 13:00 UTC+2 | 13:00 UTC+2 | Stina Thomsen 6′ Tilde Nilsson 47′ | (1 – 1) Rapport | 34′ Elin Lindbäck | Örebro Publik: 115 Domare: Bengin Turan | Örebro Publik: 115 Domare: Bengin Turan |
| 13:00 UTC+2 | 13:00 UTC+2 |                                    |                 |                   | Örebro Publik: 115 Domare: Bengin Turan | Örebro Publik: 115 Domare: Bengin Turan |
| 13:00 UTC+2 | 13:00 UTC+2 |                                    |                 |                   | Örebro Publik: 115 Domare: Bengin Turan | Örebro Publik: 115 Domare: Bengin Turan |

|             | 14 maj 2024 | Hällbybrunns IF      | 1 – 2           | Älvsjö AIK                              | Skogsvallen                                |                                            |
| 19:30 UTC+2 | 19:30 UTC+2 | Linnéa Forsström 29′ | (1 – 1) Rapport | 45′ Perla Bäckberg 73′ Tindra Cederholm | Eskilstuna Publik: 76 Domare: Mohamed Aziz | Eskilstuna Publik: 76 Domare: Mohamed Aziz |
| 19:30 UTC+2 | 19:30 UTC+2 |                      |                 |                                         | Eskilstuna Publik: 76 Domare: Mohamed Aziz | Eskilstuna Publik: 76 Domare: Mohamed Aziz |
| 19:30 UTC+2 | 19:30 UTC+2 |                      |                 |                                         | Eskilstuna Publik: 76 Domare: Mohamed Aziz | Eskilstuna Publik: 76 Domare: Mohamed Aziz |

|             | 15 maj 2024 | Borens IK | 0 – 3           | Husqvarna FF                                            | Borens IP                       |                                 |
| 18:30 UTC+2 | 18:30 UTC+2 |           | (0 – 1) Rapport | 4′ Cajsa Johansson 71′ Lilly Johansson 86′ Wilma Wigren | Motala Domare: Rickard Karlsson | Motala Domare: Rickard Karlsson |
| 18:30 UTC+2 | 18:30 UTC+2 |           |                 |                                                         | Motala Domare: Rickard Karlsson | Motala Domare: Rickard Karlsson |
| 18:30 UTC+2 | 18:30 UTC+2 |           |                 |                                                         | Motala Domare: Rickard Karlsson | Motala Domare: Rickard Karlsson |

|             | 15 maj 2024 | Östervåla IF                              | 2 – 3           | IK Brage                             | Lundavallen                                 |                                             |
| 19:00 UTC+2 | 19:00 UTC+2 | Viktoria Andersson 65′ Linnea Nilsson 75′ | (0 – 1) Rapport | 12′ Elin Hjälte 49′, 87′ Anna Sandin | Östervåla Publik: 250 Domare: Nike Sjögerås | Östervåla Publik: 250 Domare: Nike Sjögerås |
| 19:00 UTC+2 | 19:00 UTC+2 |                                           |                 |                                      | Östervåla Publik: 250 Domare: Nike Sjögerås | Östervåla Publik: 250 Domare: Nike Sjögerås |
| 19:00 UTC+2 | 19:00 UTC+2 |                                           |                 |                                      | Östervåla Publik: 250 Domare: Nike Sjögerås | Östervåla Publik: 250 Domare: Nike Sjögerås |

|             | 15 maj 2024 | IFK Wreta Kloster                                                                                              | 0000 3 – 3 (e.fl.)         | Tjust IF | Kungsbrohov                                       |                                                   |
| 19:00 UTC+2 | 19:00 UTC+2 | Junis Andersson 5′ Nova Wisén 25′, 75′                                                                         | (2 – 2) Rapport            | 5′ Jennifer Ilhammar 35′ Filippa Karlberg 62′ Fannie Stenström                                                                   | Vreta Kloster Publik: 55 Domare: Olivia Wickström | Vreta Kloster Publik: 55 Domare: Olivia Wickström |
| 19:00 UTC+2 | 19:00 UTC+2 | |                            | | Vreta Kloster Publik: 55 Domare: Olivia Wickström | Vreta Kloster Publik: 55 Domare: Olivia Wickström |
| 19:00 UTC+2 | 19:00 UTC+2 | Ebba Seger Embla Jansson Almina Grankvist Hanna Nilsson Selma Seger Alice Sjöberg Aline Szilveszter Nova Wisén | Straffsparksläggning 5 – 6 | Filippa Karlberg Fannie Stenström Kristin Oskarsson Lexie Bergström Ebba Torgner Alina Gustafsson Tove Carlberg Alma Salomonsson | Vreta Kloster Publik: 55 Domare: Olivia Wickström | Vreta Kloster Publik: 55 Domare: Olivia Wickström |

|             | 15 maj 2024 | Smedby AIS                                | 3 – 0           | Tyresö FF | Prezero Arena                                   |                                                 |
| 19:30 UTC+2 | 19:30 UTC+2 | Eliana Ibrahim 15′ Hanna Sävhult 49′, 73′ | (1 – 0) Rapport |           | Norrköping Publik: 113 Domare: Rafil Alinnbjörk | Norrköping Publik: 113 Domare: Rafil Alinnbjörk |
| 19:30 UTC+2 | 19:30 UTC+2 |                                           |                 |           | Norrköping Publik: 113 Domare: Rafil Alinnbjörk | Norrköping Publik: 113 Domare: Rafil Alinnbjörk |
| 19:30 UTC+2 | 19:30 UTC+2 |                                           |                 |           | Norrköping Publik: 113 Domare: Rafil Alinnbjörk | Norrköping Publik: 113 Domare: Rafil Alinnbjörk |

|             | 22 maj 2024 | Varbergs BoIS                                             | 0000 2 – 2 (e.fl.)         | IF Elfsborg                              | Påskbergsvallen             |                             |
| 19:00 UTC+2 | 19:00 UTC+2 | Ella Martinez 6′ Ellen Heurlin 40′                        | (2 – 1) Rapport            | 15′ (sjm.) 82′ Ellen Nilsson             | Varberg Domare: Maja Nyberg | Varberg Domare: Maja Nyberg |
| 19:00 UTC+2 | 19:00 UTC+2 |                                                           |                            |                                          | Varberg Domare: Maja Nyberg | Varberg Domare: Maja Nyberg |
| 19:00 UTC+2 | 19:00 UTC+2 | Lilly Borgman Mollie Josefsson Linn Graudums Maja Klasson | Straffsparksläggning 4 – 3 | Leann Nyström Ellen Nilsson Hanna Jiozon | Varberg Domare: Maja Nyberg | Varberg Domare: Maja Nyberg |

|             | 28 maj 2024 | Utsiktens BK                                                                        | 5 – 2           | Onsala BK                             | Valhalla IP                             |                                         |
| 19:00 UTC+2 | 19:00 UTC+2 | Mirjam Söderström 6′ Savannah Ekner 23′, 90+3′ Madelene Marin 34′ Tilda Nilsson 90′ | (3 – 1) Rapport | 39′ Isabella Nedrén 49′ Ida Cederberg | Göteborg Domare: Petra Gabriella Saliba | Göteborg Domare: Petra Gabriella Saliba |
| 19:00 UTC+2 | 19:00 UTC+2 |                                                                                     |                 |                                       | Göteborg Domare: Petra Gabriella Saliba | Göteborg Domare: Petra Gabriella Saliba |
| 19:00 UTC+2 | 19:00 UTC+2 |                                                                                     |                 |                                       | Göteborg Domare: Petra Gabriella Saliba | Göteborg Domare: Petra Gabriella Saliba |

|             | 28 maj 2024 | Lilla Torg FF                                           | 3 – 0           | Hittarps IK | Mariedals IP               |                            |
| 19:15 UTC+2 | 19:15 UTC+2 | Vera Aall-Flood 12′ Hanna Nordahl 38′ Sara Ilvemark 52′ | (2 – 0) Rapport |             | Malmö Domare: Molly Froste | Malmö Domare: Molly Froste |
| 19:15 UTC+2 | 19:15 UTC+2 |                                                         |                 |             | Malmö Domare: Molly Froste | Malmö Domare: Molly Froste |
| 19:15 UTC+2 | 19:15 UTC+2 |                                                         |                 |             | Malmö Domare: Molly Froste | Malmö Domare: Molly Froste |

|             | 29 maj 2024 | Spjutstorps IF                      | 2 – 0           | IFK Karlshamn | Bäckavallen                       |                                   |
| 19:00 UTC+2 | 19:00 UTC+2 | Emina Nilsson 6′ Tilde Mattsson 56′ | (1 – 0) Rapport |               | Tomelilla Domare: Ismar Huremovic | Tomelilla Domare: Ismar Huremovic |
| 19:00 UTC+2 | 19:00 UTC+2 |                                     |                 |               | Tomelilla Domare: Ismar Huremovic | Tomelilla Domare: Ismar Huremovic |
| 19:00 UTC+2 | 19:00 UTC+2 |                                     |                 |               | Tomelilla Domare: Ismar Huremovic | Tomelilla Domare: Ismar Huremovic |

|             | 29 maj 2024 | Skellefteå FC                             | 3 – 1           | Själevads IK       | Skogsvallen                                    |                                                |
| 19:15 UTC+2 | 19:15 UTC+2 | Leia Bjursell 10′, 89′ Nova Eskelinen 30′ | (2 – 1) Rapport | 15′ Nellie Moström | Skellefteå Publik: 51 Domare: Kaisa Kokkarinen | Skellefteå Publik: 51 Domare: Kaisa Kokkarinen |
| 19:15 UTC+2 | 19:15 UTC+2 |                                           |                 |                    | Skellefteå Publik: 51 Domare: Kaisa Kokkarinen | Skellefteå Publik: 51 Domare: Kaisa Kokkarinen |
| 19:15 UTC+2 | 19:15 UTC+2 |                                           |                 |                    | Skellefteå Publik: 51 Domare: Kaisa Kokkarinen | Skellefteå Publik: 51 Domare: Kaisa Kokkarinen |

|             | 29 maj 2024 | Alnö IF | 0 – 1           | IFK Östersund     | Släda IP                     |                              |
| 19:30 UTC+2 | 19:30 UTC+2 |         | (0 – 0) Rapport | 82′ Fanny Sterner | Sundsvall Domare: Oscar Moss | Sundsvall Domare: Oscar Moss |
| 19:30 UTC+2 | 19:30 UTC+2 |         |                 |                   | Sundsvall Domare: Oscar Moss | Sundsvall Domare: Oscar Moss |
| 19:30 UTC+2 | 19:30 UTC+2 |         |                 |                   | Sundsvall Domare: Oscar Moss | Sundsvall Domare: Oscar Moss |

|             | 29 maj 2024 | Västerås SK | 0 – 3           | Sollentuna FK                                                           | Hitachi Energy Arena                               |                                                    |
| 20:00 UTC+2 | 20:00 UTC+2 |             | (0 – 2) Rapport | 13′ (str.) Piyatida Somkumpee 28′ Naomi Okhiria 85′ Rafaela Kalaitzidou | Västerås Publik: 129 Domare: Faisal Anmar Shanshal | Västerås Publik: 129 Domare: Faisal Anmar Shanshal |
| 20:00 UTC+2 | 20:00 UTC+2 |             |                 |                                                                         | Västerås Publik: 129 Domare: Faisal Anmar Shanshal | Västerås Publik: 129 Domare: Faisal Anmar Shanshal |
| 20:00 UTC+2 | 20:00 UTC+2 |             |                 |                                                                         | Västerås Publik: 129 Domare: Faisal Anmar Shanshal | Västerås Publik: 129 Domare: Faisal Anmar Shanshal |

|             | 29 maj 2024 | Enskede IK     | 1 – 0           | Bele Barkarby FF | Enskede IP                                 |                                            |
| 20:00 UTC+2 | 20:00 UTC+2 | Julia Apel 86′ | (0 – 0) Rapport |                  | Stockholm Publik: 78 Domare: Nike Sjögerås | Stockholm Publik: 78 Domare: Nike Sjögerås |
| 20:00 UTC+2 | 20:00 UTC+2 |                |                 |                  | Stockholm Publik: 78 Domare: Nike Sjögerås | Stockholm Publik: 78 Domare: Nike Sjögerås |
| 20:00 UTC+2 | 20:00 UTC+2 |                |                 |                  | Stockholm Publik: 78 Domare: Nike Sjögerås | Stockholm Publik: 78 Domare: Nike Sjögerås |

|             | 30 maj 2024 | Skoftebyns IF | 0000 0 – 4 (e.fl.) | Örgryte IS                                                       | Nysätra IP                            |                                       |
| 19:¤5 UTC+2 | 19:¤5 UTC+2 |               | (0 – 0) Rapport    | 94′ Elin Fahlgren 98′, 117′ Mathilda Sjöström 115′ Moa Björestam | Trollhättan Domare: Abdullah Al-Ameri | Trollhättan Domare: Abdullah Al-Ameri |
| 19:¤5 UTC+2 | 19:¤5 UTC+2 |               |                    |                                                                  | Trollhättan Domare: Abdullah Al-Ameri | Trollhättan Domare: Abdullah Al-Ameri |
| 19:¤5 UTC+2 | 19:¤5 UTC+2 |               |                    |                                                                  | Trollhättan Domare: Abdullah Al-Ameri | Trollhättan Domare: Abdullah Al-Ameri |

|             | 4 juni 2024 | Eskilsminne IF                            | 0000 1 – 1 (e.fl.)         | Helsingborgs IF                                                               | Harlyckans IP                               |                                             |
| 19:00 UTC+2 | 19:00 UTC+2 | Nova Karlsson 39′ (str.)                  | (1 – 1) Rapport            | 43′ (str.) Alma Larsson                                                       | Helsingborg Publik: 129 Domare: Maja Nyberg | Helsingborg Publik: 129 Domare: Maja Nyberg |
| 19:00 UTC+2 | 19:00 UTC+2 |                                           |                            |                                                                               | Helsingborg Publik: 129 Domare: Maja Nyberg | Helsingborg Publik: 129 Domare: Maja Nyberg |
| 19:00 UTC+2 | 19:00 UTC+2 | Nova Karlsson Julia Nyberg Spets Alva Hed | Straffsparksläggning 3 – 5 | Maja Nilsson Cornelia Rahmberg Rebecka Winroth Ebba Manglind Melina Skarström | Helsingborg Publik: 129 Domare: Maja Nyberg | Helsingborg Publik: 129 Domare: Maja Nyberg |

|             | 5 juni 2024 | Bankeryds SK                        | 2 – 1           | Mariebo IK        | Furuviks IP                               |                                           |
| 19:00 UTC+2 | 19:00 UTC+2 | Linnea Karlsson 5′ Hanna Elomri 56′ | (1 – 1) Rapport | 4′ Lisa Frössberg | Bankeryd Publik: 80 Domare: Raned Werdina | Bankeryd Publik: 80 Domare: Raned Werdina |
| 19:00 UTC+2 | 19:00 UTC+2 |                                     |                 |                   | Bankeryd Publik: 80 Domare: Raned Werdina | Bankeryd Publik: 80 Domare: Raned Werdina |
| 19:00 UTC+2 | 19:00 UTC+2 |                                     |                 |                   | Bankeryd Publik: 80 Domare: Raned Werdina | Bankeryd Publik: 80 Domare: Raned Werdina |

|             | 5 juni 2024 | Ljungskile SK                                                          | 0000 3 – 4 (e.fl.) | IFK Göteborg                                                  | Skarsjövallen                               |                                             |
| 19:00 UTC+2 | 19:00 UTC+2 | Minda Forsblom 17′ Tilda Magnusson Tell 29′ Alice Hell Johansson 45+2′ | (3 – 2) Rapport    | 33′, 43′ Isabella Svanström 69′ Lisa Johansson 119′ Lisa Palm | Ljungskile Publik: 100 Domare: Heidi Pagels | Ljungskile Publik: 100 Domare: Heidi Pagels |
| 19:00 UTC+2 | 19:00 UTC+2 |                                                                        |                    |                                                               | Ljungskile Publik: 100 Domare: Heidi Pagels | Ljungskile Publik: 100 Domare: Heidi Pagels |
| 19:00 UTC+2 | 19:00 UTC+2 |                                                                        |                    |                                                               | Ljungskile Publik: 100 Domare: Heidi Pagels | Ljungskile Publik: 100 Domare: Heidi Pagels |

|             | 5 juni 2024 | IF Team Hudik                       | 2 – 6           | Sandvikens IF | Glysis Sparbanken Arena                     |                                             |
| 20:00 UTC+2 | 20:00 UTC+2 | Clara Sjölund 64′ Ebba Stenborg 88′ | (0 – 1) Rapport | 10′ Klara Kempe Kivi 54′ Sonia Folkesson 56′ Demi Pierre 57′ Alva Sågström 79′ Alma Johnsson 85′ Maja Söderström | Hudiksvall Publik: 107 Domare: Axel Örnehag | Hudiksvall Publik: 107 Domare: Axel Örnehag |
| 20:00 UTC+2 | 20:00 UTC+2 |                                     |                 | | Hudiksvall Publik: 107 Domare: Axel Örnehag | Hudiksvall Publik: 107 Domare: Axel Örnehag |
| 20:00 UTC+2 | 20:00 UTC+2 |                                     |                 | | Hudiksvall Publik: 107 Domare: Axel Örnehag | Hudiksvall Publik: 107 Domare: Axel Örnehag |

|             | 6 juni 2024 | Segeltorps IF | 9 – 0           | P18 | Segeltorps IP                                  |                                                |
| 14:00 UTC+2 | 14:00 UTC+2 | Linda Eriksson 5′, 23′, 42′ Emma Sjöberg 8′ Hedda Ejnarsson 9′ Melina Egegård 12′ Ella Alkfors 32′ Filippa Sand 52′ Isabel Elmqvist 67′ | (7 – 0) Rapport |     | Kungens kurva Publik: 60 Domare: Nike Sjögerås | Kungens kurva Publik: 60 Domare: Nike Sjögerås |
| 14:00 UTC+2 | 14:00 UTC+2 | |                 |     | Kungens kurva Publik: 60 Domare: Nike Sjögerås | Kungens kurva Publik: 60 Domare: Nike Sjögerås |
| 14:00 UTC+2 | 14:00 UTC+2 | |                 |     | Kungens kurva Publik: 60 Domare: Nike Sjögerås | Kungens kurva Publik: 60 Domare: Nike Sjögerås |

|             | 6 juni 2024 | Hertzöga BK | 0 – 1           | FC Trollhättan   | Ilanda IP                                     |                                               |
| 14:00 UTC+2 | 14:00 UTC+2 |             | (0 – 1) Rapport | 39′ Leia Drougge | Karlstad Publik: 121 Domare: Amanda Davidsson | Karlstad Publik: 121 Domare: Amanda Davidsson |
| 14:00 UTC+2 | 14:00 UTC+2 |             |                 |                  | Karlstad Publik: 121 Domare: Amanda Davidsson | Karlstad Publik: 121 Domare: Amanda Davidsson |
| 14:00 UTC+2 | 14:00 UTC+2 |             |                 |                  | Karlstad Publik: 121 Domare: Amanda Davidsson | Karlstad Publik: 121 Domare: Amanda Davidsson |

## Omgång 2

### Sammanfattning
| Andra omgången – 36 deltagande klubblag | Andra omgången – 36 deltagande klubblag | Andra omgången – 36 deltagande klubblag |
| --------------------------------------- | --------------------------------------- | --------------------------------------- |
| Lag 1                                   | Resultat                                | Lag 2                                   |
| Smedby AIS                              | 0–2                                     | Eskilstuna United                       |
| Spjutstorps IF                          | 0–6                                     | Malmö FF                                |
| Älvsjö AIK                              | 1–0                                     | Segeltorps IF                           |
| IFK Göteborg                            | 1–4                                     | Jitex BK                                |
| IFK Östersund                           | 0–1                                     | Sandvikens IF                           |
| IK Brage                                | 1–4                                     | Mallbackens IF                          |
| Bankeryds SK                            | 0–8                                     | Husqvarna FF                            |
| Tjust IF                                | 1–6                                     | IFK Kalmar                              |
| Örgryte IS                              | 1–2                                     | Alingsås IF                             |
| Sollentuna FK                           | 1–5                                     | Bollstanäs SK                           |
| IFK Lidingö                             | 1–8                                     | Gamla Upsala SK                         |
| FC Trollhättan                          | 1–3                                     | Lidköpings FK                           |
| IK Sturehov                             | 1–3                                     | Örebro SK                               |
| Lilla Torg FF                           | 0–2                                     | Helsingborgs IF                         |
| Team TG                                 | 00001–1 (e.f.) (2–3 str.)               | Umeå IK                                 |
| Enskede IK                              | 00002–5 (e.f.)                          | IK Uppsala                              |
| Varbergs BoIS                           | 4–0                                     | Utsiktens BK                            |
| Skellefteå FC                           | 4–3                                     | Sunnanå SK                              |

### Matcher
|             | 30 juli 2024 | Smedby AIS | 0 – 2           | Eskilstuna United                | Prezero Arena                                   |                                                 |
| 19:30 UTC+2 | 19:30 UTC+2  |            | (0 – 1) Rapport | 11′ Tiama Youhana 62′ Emma Bülow | Norrköping Publik: 189 Domare: Rafil Alinnbjörk | Norrköping Publik: 189 Domare: Rafil Alinnbjörk |
| 19:30 UTC+2 | 19:30 UTC+2  |            |                 |                                  | Norrköping Publik: 189 Domare: Rafil Alinnbjörk | Norrköping Publik: 189 Domare: Rafil Alinnbjörk |
| 19:30 UTC+2 | 19:30 UTC+2  |            |                 |                                  | Norrköping Publik: 189 Domare: Rafil Alinnbjörk | Norrköping Publik: 189 Domare: Rafil Alinnbjörk |

|             | 31 juli 2024 | Spjutstorps IF | 0 – 6           | Malmö FF                                                                                            | Bäckavallen                                |                                            |
| 19:00 UTC+2 | 19:00 UTC+2  |                | (0 – 3) Rapport | 12′, 43′ Anna Plantin 25′ Anna Welin 54′ Beatrice Persson 61′ Tilde Wahlgren 79′ (sjm.) Vera Olsson | Tomelilla Publik: 400 Domare: Molly Froste | Tomelilla Publik: 400 Domare: Molly Froste |
| 19:00 UTC+2 | 19:00 UTC+2  |                |                 | | Tomelilla Publik: 400 Domare: Molly Froste | Tomelilla Publik: 400 Domare: Molly Froste |
| 19:00 UTC+2 | 19:00 UTC+2  |                |                 | | Tomelilla Publik: 400 Domare: Molly Froste | Tomelilla Publik: 400 Domare: Molly Froste |

|             | 31 juli 2024 | Älvsjö AIK          | 1 – 0           | Segeltorps IF | Älvsjö IP                                  |                                            |
| 19:15 UTC+2 | 19:15 UTC+2  | Nadja Fernström 75′ | (0 – 0) Rapport |               | Stockholm Publik: 75 Domare: Nike Sjögerås | Stockholm Publik: 75 Domare: Nike Sjögerås |
| 19:15 UTC+2 | 19:15 UTC+2  |                     |                 |               | Stockholm Publik: 75 Domare: Nike Sjögerås | Stockholm Publik: 75 Domare: Nike Sjögerås |
| 19:15 UTC+2 | 19:15 UTC+2  |                     |                 |               | Stockholm Publik: 75 Domare: Nike Sjögerås | Stockholm Publik: 75 Domare: Nike Sjögerås |

|             | 6 augusti 2024 | IFK Göteborg    | 1 – 4           | Jitex BK                                                                      | Valhalla IP                                    |                                                |
| 19:00 UTC+2 | 19:00 UTC+2    | Leia Molund 63′ | (0 – 0) Rapport | 50′, 77′ Olivia Alcaide 53′ Tindra Ivarsson Lidström 62′ Tilda Magnusson Tell | Göteborg Publik: 405 Domare: Jonathan Samefors | Göteborg Publik: 405 Domare: Jonathan Samefors |
| 19:00 UTC+2 | 19:00 UTC+2    |                 |                 |                                                                               | Göteborg Publik: 405 Domare: Jonathan Samefors | Göteborg Publik: 405 Domare: Jonathan Samefors |
| 19:00 UTC+2 | 19:00 UTC+2    |                 |                 |                                                                               | Göteborg Publik: 405 Domare: Jonathan Samefors | Göteborg Publik: 405 Domare: Jonathan Samefors |

|             | 7 augusti 2024 | IFK Östersund | 0 – 1           | Sandvikens IF             | Jämtkraft Arena                              |                                              |
| 19:00 UTC+2 | 19:00 UTC+2    |               | (0 – 0) Rapport | 80′ (sjm.) Klara Knutsson | Östersund Publik: 140 Domare: Andreas Olsson | Östersund Publik: 140 Domare: Andreas Olsson |
| 19:00 UTC+2 | 19:00 UTC+2    |               |                 |                           | Östersund Publik: 140 Domare: Andreas Olsson | Östersund Publik: 140 Domare: Andreas Olsson |
| 19:00 UTC+2 | 19:00 UTC+2    |               |                 |                           | Östersund Publik: 140 Domare: Andreas Olsson | Östersund Publik: 140 Domare: Andreas Olsson |

|             | 7 augusti 2024 | IK Brage          | 1 – 4           | Mallbackens IF                                  | Borlänge Energi Arena                       |                                             |
| 19:00 UTC+2 | 19:00 UTC+2    | Sara Berglund 89′ | (0 – 1) Rapport | 16′ Venera Rexhi 52′, 59′, 87′ Ida Hallstensson | Borlänge Publik: 122 Domare: Ibrahim Mizher | Borlänge Publik: 122 Domare: Ibrahim Mizher |
| 19:00 UTC+2 | 19:00 UTC+2    |                   |                 |                                                 | Borlänge Publik: 122 Domare: Ibrahim Mizher | Borlänge Publik: 122 Domare: Ibrahim Mizher |
| 19:00 UTC+2 | 19:00 UTC+2    |                   |                 |                                                 | Borlänge Publik: 122 Domare: Ibrahim Mizher | Borlänge Publik: 122 Domare: Ibrahim Mizher |

|             | 14 augusti 2024 | Bankeryds SK | 0 – 8           | Husqvarna FF | Furuviks IP                                |                                            |
| 18:30 UTC+2 | 18:30 UTC+2     |              | (0 – 3) Rapport | 8′, 49′ Tilda Glemdal Bergkvist 27′, 75′ Wilma Wigren 35′ Maja Norlund 61′ Cajsa Johansson 65′ Lilly Johansson 83′ Antonia Estunger | Bankeryd Publik: 100 Domare: Emran Kadrija | Bankeryd Publik: 100 Domare: Emran Kadrija |
| 18:30 UTC+2 | 18:30 UTC+2     |              |                 | | Bankeryd Publik: 100 Domare: Emran Kadrija | Bankeryd Publik: 100 Domare: Emran Kadrija |
| 18:30 UTC+2 | 18:30 UTC+2     |              |                 | | Bankeryd Publik: 100 Domare: Emran Kadrija | Bankeryd Publik: 100 Domare: Emran Kadrija |

|             | 14 augusti 2024 | Tjust IF   | 1 – 6           | IFK Kalmar                                                                              | Tjustvallen                                |                                            |
| 18:30 UTC+2 | 18:30 UTC+2     | 10′ (sjm.) | (1 – 3) Rapport | 20′, 35′ Emma Treiberg 44′ Hanna Boubezari 87′, 90+3′ Moa Petersson 90+4′ Elin Hagström | Gamleby Publik: 80 Domare: Zelda Jakobsson | Gamleby Publik: 80 Domare: Zelda Jakobsson |
| 18:30 UTC+2 | 18:30 UTC+2     |            |                 |                                                                                         | Gamleby Publik: 80 Domare: Zelda Jakobsson | Gamleby Publik: 80 Domare: Zelda Jakobsson |
| 18:30 UTC+2 | 18:30 UTC+2     |            |                 |                                                                                         | Gamleby Publik: 80 Domare: Zelda Jakobsson | Gamleby Publik: 80 Domare: Zelda Jakobsson |

|             | 14 augusti 2024 | Örgryte IS      | 1 – 2           | Alingsås IF                        | Valhalla IP                                 |                                             |
| 19:00 UTC+2 | 19:00 UTC+2     | Mia Karisik 85′ | (0 – 0) Rapport | 56′ Tove Lorén 59′ Pernilla Milton | Göteborg Publik: 162 Domare: Adam Granquist | Göteborg Publik: 162 Domare: Adam Granquist |
| 19:00 UTC+2 | 19:00 UTC+2     |                 |                 |                                    | Göteborg Publik: 162 Domare: Adam Granquist | Göteborg Publik: 162 Domare: Adam Granquist |
| 19:00 UTC+2 | 19:00 UTC+2     |                 |                 |                                    | Göteborg Publik: 162 Domare: Adam Granquist | Göteborg Publik: 162 Domare: Adam Granquist |

|             | 14 augusti 2024 | Sollentuna FK         | 1 – 5           | Bollstanäs SK                                                                 | Sollentunavallen                                               |                                                                |
| 20:00 UTC+2 | 20:00 UTC+2     | Melinda Edström 90+1′ | (0 – 0) Rapport | 52′, 67′ Vendela Dreifaldt 71′ Anna Thim 87′ Louise Lillbäck 90′ Amanda Wulff | Upplands Väsby och Sollentuna Publik: 136 Domare: Mimmi Damtew | Upplands Väsby och Sollentuna Publik: 136 Domare: Mimmi Damtew |
| 20:00 UTC+2 | 20:00 UTC+2     |                       |                 |                                                                               | Upplands Väsby och Sollentuna Publik: 136 Domare: Mimmi Damtew | Upplands Väsby och Sollentuna Publik: 136 Domare: Mimmi Damtew |
| 20:00 UTC+2 | 20:00 UTC+2     |                       |                 |                                                                               | Upplands Väsby och Sollentuna Publik: 136 Domare: Mimmi Damtew | Upplands Väsby och Sollentuna Publik: 136 Domare: Mimmi Damtew |

|             | 20 augusti 2024 | IFK Lidingö       | 1 – 8           | Gamla Upsala SK                                                                                                | Lidingövallen                              |                                            |
| 19:00 UTC+2 | 19:00 UTC+2     | Liv Gantelius 48′ | (0 – 3) Rapport | 10′, 36′ (str.), 75′, 84′, 85′ Izabell Rydell 27′ Clara Thimstrand 67′ Sofia Paulsson 72′ Sofia Munthe Nilsson | Stockholm Publik: 35 Domare: Rasmus Ekberg | Stockholm Publik: 35 Domare: Rasmus Ekberg |
| 19:00 UTC+2 | 19:00 UTC+2     |                   |                 | | Stockholm Publik: 35 Domare: Rasmus Ekberg | Stockholm Publik: 35 Domare: Rasmus Ekberg |
| 19:00 UTC+2 | 19:00 UTC+2     |                   |                 | | Stockholm Publik: 35 Domare: Rasmus Ekberg | Stockholm Publik: 35 Domare: Rasmus Ekberg |

|             | 20 augusti 2024 | FC Trollhättan | 1 – 3           | Lidköpings FK                                          | Edsborgs IP                          |                                      |
| 19:30 UTC+2 | 19:30 UTC+2     |                | (0 – 2) Rapport | 25′ Venla Lindfors 41′ Emilia Bengtsson 62′ Ida Ahlbom | Trollhättan Domare: Ossian Henrysson | Trollhättan Domare: Ossian Henrysson |
| 19:30 UTC+2 | 19:30 UTC+2     |                |                 |                                                        | Trollhättan Domare: Ossian Henrysson | Trollhättan Domare: Ossian Henrysson |
| 19:30 UTC+2 | 19:30 UTC+2     |                |                 |                                                        | Trollhättan Domare: Ossian Henrysson | Trollhättan Domare: Ossian Henrysson |

|             | 21 augusti 2024 | IK Sturehov       | 1 – 3           | Örebro SK                                                          | Sörbyvallen                             |                                         |
| 18:30 UTC+2 | 18:30 UTC+2     | Alma Lerjeryd 78′ | (0 – 0) Rapport | 57′ Ronja Karlsson Törnborg 83′ Jonna Dahlberg 88′ Amelia Olofsson | Örebro Publik: 72 Domare: Linnéa Wallin | Örebro Publik: 72 Domare: Linnéa Wallin |
| 18:30 UTC+2 | 18:30 UTC+2     |                   |                 |                                                                    | Örebro Publik: 72 Domare: Linnéa Wallin | Örebro Publik: 72 Domare: Linnéa Wallin |
| 18:30 UTC+2 | 18:30 UTC+2     |                   |                 |                                                                    | Örebro Publik: 72 Domare: Linnéa Wallin | Örebro Publik: 72 Domare: Linnéa Wallin |

|             | 21 augusti 2024 | Lilla Torg FF | 0 – 1           | Helsingborgs IF     | Mariedals IP               |                            |
| 18:30 UTC+2 | 18:30 UTC+2     |               | (0 – 1) Rapport | 5′ Olivia Johansson | Malmö Domare: Emilia Miter | Malmö Domare: Emilia Miter |
| 18:30 UTC+2 | 18:30 UTC+2     |               |                 |                     | Malmö Domare: Emilia Miter | Malmö Domare: Emilia Miter |
| 18:30 UTC+2 | 18:30 UTC+2     |               |                 |                     | Malmö Domare: Emilia Miter | Malmö Domare: Emilia Miter |

|             | 21 augusti 2024 | Team TG                                                                        | 0000 1 – 1 (e.fl.)         | Umeå IK                                                         | Umeå Energi Arena                        |                                          |
| 19:00 UTC+2 | 19:00 UTC+2     | Sarah Mellouk 54′                                                              | (0 – 1) Rapport            | 33′ Thea Bäckström                                              | Umeå Publik: 178 Domare: Edvin Sundkvist | Umeå Publik: 178 Domare: Edvin Sundkvist |
| 19:00 UTC+2 | 19:00 UTC+2     |                                                                                |                            |                                                                 | Umeå Publik: 178 Domare: Edvin Sundkvist | Umeå Publik: 178 Domare: Edvin Sundkvist |
| 19:00 UTC+2 | 19:00 UTC+2     | Linnea Lindström Madeleine Norberg Tilde Vikström Linn Lundgren Nellie Wallner | Straffsparksläggning 2 – 3 | Alma Nygren Tilda Sörlén Cecilia Ek Makenzie Langdok Alma Davis | Umeå Publik: 178 Domare: Edvin Sundkvist | Umeå Publik: 178 Domare: Edvin Sundkvist |

|             | 21 augusti 2024 | Enskede IK                         | 0000 2 – 5 (e.fl.) | IK Uppsala                                                                    | Enskede IP                                              |                                                         |
| 19:00 UTC+2 | 19:00 UTC+2     | Emmy Stigmar 32′ Tilda Pingani 45′ | (2 – 2) Rapport    | 5′, 10′ Stina Leffler 97′ Älvali Lindström 100′ Lisa Frisk 108′ Clara Leffler | Stockholm Publik: 78 Domare: Meysam Moosavi Ghahfarokhi | Stockholm Publik: 78 Domare: Meysam Moosavi Ghahfarokhi |
| 19:00 UTC+2 | 19:00 UTC+2     |                                    |                    |                                                                               | Stockholm Publik: 78 Domare: Meysam Moosavi Ghahfarokhi | Stockholm Publik: 78 Domare: Meysam Moosavi Ghahfarokhi |
| 19:00 UTC+2 | 19:00 UTC+2     |                                    |                    |                                                                               | Stockholm Publik: 78 Domare: Meysam Moosavi Ghahfarokhi | Stockholm Publik: 78 Domare: Meysam Moosavi Ghahfarokhi |

|             | 21 augusti 2024 | Varbergs BoIS                                             | 4 – 0           | Utsiktens BK | Påskbergsvallen               |                               |
| 19:00 UTC+2 | 19:00 UTC+2     | Ella Martinez 9′ Linn Graudums 37′ Ellen Heurlin 44′, 72′ | (3 – 0) Rapport |              | Varberg Domare: Jesper Hultén | Varberg Domare: Jesper Hultén |
| 19:00 UTC+2 | 19:00 UTC+2     |                                                           |                 |              | Varberg Domare: Jesper Hultén | Varberg Domare: Jesper Hultén |
| 19:00 UTC+2 | 19:00 UTC+2     |                                                           |                 |              | Varberg Domare: Jesper Hultén | Varberg Domare: Jesper Hultén |

|             | 21 augusti 2024 | Skellefteå FC                                             | 4 – 3           | Sunnanå SK                                                | Skogsvallen                                    |                                                |
| 19:15 UTC+2 | 19:15 UTC+2     | Leia Bjursell 19′, 29′ Alva Munter 54′ Wilma Forslund 85′ | (2 – 0) Rapport | 63′ Vide Forslund 88′ (sjm.) 90+1′ (str.) Wilma Lundqvist | Skellefteå Publik: 200 Domare: Peter Lundström | Skellefteå Publik: 200 Domare: Peter Lundström |
| 19:15 UTC+2 | 19:15 UTC+2     |                                                           |                 |                                                           | Skellefteå Publik: 200 Domare: Peter Lundström | Skellefteå Publik: 200 Domare: Peter Lundström |
| 19:15 UTC+2 | 19:15 UTC+2     |                                                           |                 |                                                           | Skellefteå Publik: 200 Domare: Peter Lundström | Skellefteå Publik: 200 Domare: Peter Lundström |

## Omgång 3

### Sammanfattning
| Tredje omgången – 32 deltagande klubblag | Tredje omgången – 32 deltagande klubblag | Tredje omgången – 32 deltagande klubblag |
| ---------------------------------------- | ---------------------------------------- | ---------------------------------------- |
| Lag 1                                    | Resultat                                 | Lag 2                                    |
| Mallbackens IF                           | 1–4                                      | KIF Örebro                               |
| Varbergs BoIS                            | 0–5                                      | Vittsjö GIK                              |
| Skellefteå FC                            | 00–10                                    | Piteå IF                                 |
| Husqvarna FF                             | 0–1                                      | Växjö DFF                                |
| IFK Kalmar                               | 0–2                                      | Kristianstads DFF                        |
| Eskilstuna United                        | 1–2                                      | IFK Norrköping                           |
| Jitex BK                                 | 0–9                                      | BK Häcken                                |
| IK Uppsala                               | 00002–2 (e.f.) (3–4 str.)                | Djurgårdens IF                           |
| Helsingborgs IF                          | 0–4                                      | FC Rosengård                             |
| Sandvikens IF                            | 0–7                                      | Umeå IK                                  |
| Bollstanäs SK                            | 00001–3 (e.f.)                           | AIK                                      |
| Alingsås IF                              | 1–0                                      | Lidköpings FK                            |
| Älvjsö AIK                               | 0–9                                      | IF Brommapojkarna                        |
| Gamla Upsala SK                          | 0–9                                      | Hammarby IF                              |
| Örebro SK                                | 00002–4 (e.f.)                           | Linköpings FC                            |
| Malmö FF                                 | 1–0                                      | Trelleborgs FF                           |

### Matcher
|             | 11 september 2024 | Mallbackens IF     | 1 – 4           | KIF Örebro                                                                        | Strandvallen                               |                                            |
| 19:00 UTC+2 | 19:00 UTC+2       | Hanna Stenberg 64′ | (0 – 3) Rapport | 6′ Nora Harnes Håheim 30′, 34′ Viivi Ollonqvist 69′ Áslaug Dóra Sigurbjörnsdottír | Lysvik Publik: 129 Domare: Honraw Ghassali | Lysvik Publik: 129 Domare: Honraw Ghassali |
| 19:00 UTC+2 | 19:00 UTC+2       |                    |                 |                                                                                   | Lysvik Publik: 129 Domare: Honraw Ghassali | Lysvik Publik: 129 Domare: Honraw Ghassali |
| 19:00 UTC+2 | 19:00 UTC+2       |                    |                 |                                                                                   | Lysvik Publik: 129 Domare: Honraw Ghassali | Lysvik Publik: 129 Domare: Honraw Ghassali |

|             | 11 september 2024 | Varbergs BoIS | 0 – 5           | Vittsjö GIK                                                        | Påskbergsvallen             |                             |
| 19:00 UTC+2 | 19:00 UTC+2       |               | (0 – 1) Rapport | 42′, 64′, 84′ Milla Larsson 56′ Cajsa Rubensson 75′ Heidi Kollanen | Varberg Domare: Maja Nyberg | Varberg Domare: Maja Nyberg |
| 19:00 UTC+2 | 19:00 UTC+2       |               |                 |                                                                    | Varberg Domare: Maja Nyberg | Varberg Domare: Maja Nyberg |
| 19:00 UTC+2 | 19:00 UTC+2       |               |                 |                                                                    | Varberg Domare: Maja Nyberg | Varberg Domare: Maja Nyberg |

|             | 18 september 2024 | Skellefteå FC | 00 – 10         | Piteå IF | Skogsvallen                                    |                                                |
| 19:30 UTC+2 | 19:30 UTC+2       |               | (0 – 3) Rapport | 14′ (str.), 18′ (str.), 50′ Maja Green 32′ Anam Imo 69′ Matilda Ekblom 70′ Emma Åström 79′ Ásla Johannesen 85′ Emma Viklund 86′ Olivia Holm 90′ Ellen Löfqvist | Skellefteå Publik: 288 Domare: Edvin Sundkvist | Skellefteå Publik: 288 Domare: Edvin Sundkvist |
| 19:30 UTC+2 | 19:30 UTC+2       |               |                 | | Skellefteå Publik: 288 Domare: Edvin Sundkvist | Skellefteå Publik: 288 Domare: Edvin Sundkvist |
| 19:30 UTC+2 | 19:30 UTC+2       |               |                 | | Skellefteå Publik: 288 Domare: Edvin Sundkvist | Skellefteå Publik: 288 Domare: Edvin Sundkvist |

|             | 25 september 2024 | Husqvarna FF | 0 – 1           | Växjö DFF        | Vapenvallen                   |                               |
| 19:00 UTC+2 | 19:00 UTC+2       |              | (0 – 0) Rapport | 52′ Elin Nilsson | Huskvarna Domare: Maja Nyberg | Huskvarna Domare: Maja Nyberg |
| 19:00 UTC+2 | 19:00 UTC+2       |              |                 |                  | Huskvarna Domare: Maja Nyberg | Huskvarna Domare: Maja Nyberg |
| 19:00 UTC+2 | 19:00 UTC+2       |              |                 |                  | Huskvarna Domare: Maja Nyberg | Huskvarna Domare: Maja Nyberg |

|             | 25 september 2024 | IFK Kalmar | 0 – 2           | Kristianstads DFF                       | Gröndals IP                 |                             |
| 19:00 UTC+2 | 19:00 UTC+2       |            | (0 – 1) Rapport | 17′ Tilda Persson 62′ Hlin Eiriksdottir | Kalmar Domare: Molly Froste | Kalmar Domare: Molly Froste |
| 19:00 UTC+2 | 19:00 UTC+2       |            |                 |                                         | Kalmar Domare: Molly Froste | Kalmar Domare: Molly Froste |
| 19:00 UTC+2 | 19:00 UTC+2       |            |                 |                                         | Kalmar Domare: Molly Froste | Kalmar Domare: Molly Froste |

|             | 2 oktober 2024 | Eskilstuna United | 1 – 2           | IFK Norrköping                        | Tunavallen                                 |                                            |
| 19:00 UTC+2 | 19:00 UTC+2    | Moa Selling 90+1′ | (0 – 2) Rapport | 6′ Wilma Leidhammar 43′ Svea Rehnberg | Eskilstuna Publik: 189 Domare: Adli Assali | Eskilstuna Publik: 189 Domare: Adli Assali |
| 19:00 UTC+2 | 19:00 UTC+2    |                   |                 |                                       | Eskilstuna Publik: 189 Domare: Adli Assali | Eskilstuna Publik: 189 Domare: Adli Assali |
| 19:00 UTC+2 | 19:00 UTC+2    |                   |                 |                                       | Eskilstuna Publik: 189 Domare: Adli Assali | Eskilstuna Publik: 189 Domare: Adli Assali |

|             | 15 oktober 2024 | Jitex BK | 0 – 9           | BK Häcken | Åbyvallen                    |                              |
| 19:00 UTC+2 | 19:00 UTC+2     |          | (0 – 8) Rapport | 2′, 5′, 10′ Alice Bergström 8′ Josefine Rybrink 17′ Hikaru Kitagawa 25′ Clarissa Larisey 37′ Felicia Schröder 42′ Ruby Grant 50′ Matilda Nildén | Mölndal Domare: Amane Kandas | Mölndal Domare: Amane Kandas |
| 19:00 UTC+2 | 19:00 UTC+2     |          |                 | | Mölndal Domare: Amane Kandas | Mölndal Domare: Amane Kandas |
| 19:00 UTC+2 | 19:00 UTC+2     |          |                 | | Mölndal Domare: Amane Kandas | Mölndal Domare: Amane Kandas |

|             | 16 oktober 2024 | IK Uppsala                                                              | 0000 2 – 2 (e.fl.)         | Djurgårdens IF                                                             | Studenternas IP                         |                                         |
| 19:00 UTC+2 | 19:00 UTC+2     | Thindra Mattsson 50′ Elin Flakberg 59′                                  | (0 – 1) Rapport            | 5′ Mimmi Larsson 82′ Zara Jönsson                                          | Uppsala Publik: 108 Domare: Adli Assali | Uppsala Publik: 108 Domare: Adli Assali |
| 19:00 UTC+2 | 19:00 UTC+2     |                                                                         |                            |                                                                            | Uppsala Publik: 108 Domare: Adli Assali | Uppsala Publik: 108 Domare: Adli Assali |
| 19:00 UTC+2 | 19:00 UTC+2     | Lisa Frisk Clara Leffler Olivia Mattsson Arsema Weldai Amanda Sundström | Straffsparksläggning 3 – 4 | Therese Åsland Shinomi Koyama Mimmi Larsson Ebba Hed Olivia Ländin Sjöblom | Uppsala Publik: 108 Domare: Adli Assali | Uppsala Publik: 108 Domare: Adli Assali |

|             | 16 oktober 2024 | Helsingborgs IF | 0 – 4           | FC Rosengård                                                                           | Olympia                                      |                                              |
| 19:00 UTC+2 | 19:00 UTC+2     |                 | (0 – 2) Rapport | 2′ Mai Kadowaki 19′ Rebecca Knaak 57′ Rebecca Maravall Almqvist 65′ Gudrun Arnardottir | Helsingborg Publik: 958 Domare: Molly Froste | Helsingborg Publik: 958 Domare: Molly Froste |
| 19:00 UTC+2 | 19:00 UTC+2     |                 |                 |                                                                                        | Helsingborg Publik: 958 Domare: Molly Froste | Helsingborg Publik: 958 Domare: Molly Froste |
| 19:00 UTC+2 | 19:00 UTC+2     |                 |                 |                                                                                        | Helsingborg Publik: 958 Domare: Molly Froste | Helsingborg Publik: 958 Domare: Molly Froste |

|             | 23 oktober 2024 | Sandvikens IF | 0 – 7           | Umeå IK | Jernvallen                                  |                                             |
| 19:00 UTC+2 | 19:00 UTC+2     |               | (0 – 5) Rapport | 14′ Alva Eriksson 21′ Alexandra Sandström 25′ Frida Lähteenmäki 33′ Makenzie Langdok 43′, 89′ Stina Andersson 87′ Tyra Eriksén | Sandviken Publik: 106 Domare: Rasmus Ekberg | Sandviken Publik: 106 Domare: Rasmus Ekberg |
| 19:00 UTC+2 | 19:00 UTC+2     |               |                 | | Sandviken Publik: 106 Domare: Rasmus Ekberg | Sandviken Publik: 106 Domare: Rasmus Ekberg |
| 19:00 UTC+2 | 19:00 UTC+2     |               |                 | | Sandviken Publik: 106 Domare: Rasmus Ekberg | Sandviken Publik: 106 Domare: Rasmus Ekberg |

|             | 24 oktober 2024 | Bollstanäs SK       | 0000 1 – 3 (e.fl.) | AIK                                                                  | Bollstanäs IP                                     |                                                   |
| 19:00 UTC+2 | 19:00 UTC+2     | Louise Lillbäck 59′ | (0 – 0) Rapport    | 90+1′ Haruna Tabata 94′ Nellie Eriksen Yasseri 105+3′ Nina Jakobsson | Upplands Väsby Publik: 285 Domare: Oscar Forsberg | Upplands Väsby Publik: 285 Domare: Oscar Forsberg |
| 19:00 UTC+2 | 19:00 UTC+2     |                     |                    |                                                                      | Upplands Väsby Publik: 285 Domare: Oscar Forsberg | Upplands Väsby Publik: 285 Domare: Oscar Forsberg |
| 19:00 UTC+2 | 19:00 UTC+2     |                     |                    |                                                                      | Upplands Väsby Publik: 285 Domare: Oscar Forsberg | Upplands Väsby Publik: 285 Domare: Oscar Forsberg |

|             | 24 oktober 2024 | Alingsås IF  | 1 – 0           | Lidköpings FK | Alströmervallen                |                                |
| 19:00 UTC+2 | 19:00 UTC+2     | Moa Jarl 55′ | (0 – 0) Rapport |               | Alingsås Domare: Victor Karimi | Alingsås Domare: Victor Karimi |
| 19:00 UTC+2 | 19:00 UTC+2     |              |                 |               | Alingsås Domare: Victor Karimi | Alingsås Domare: Victor Karimi |
| 19:00 UTC+2 | 19:00 UTC+2     |              |                 |               | Alingsås Domare: Victor Karimi | Alingsås Domare: Victor Karimi |

|             | 5 november 2024 | Älvsjö AIK | 0 – 9           | IF Brommapojkarna | Älvsjö IP                                     |                                               |
| 19:30 UTC+1 | 19:30 UTC+1     |            | (0 – 6) Rapport | 17′, 33′ Tuva Ölvestad 18′ Johanna Svedberg 20′ (sjm.) Naomi Schultze 26′, 55′ Emma Engström 45′ Cassandra Larsson 69′ Ellinor Johansson 77′ Fanny Hjelm Rönnlund | Stockholm Publik: 150 Domare: Jesper Fredholm | Stockholm Publik: 150 Domare: Jesper Fredholm |
| 19:30 UTC+1 | 19:30 UTC+1     |            |                 | | Stockholm Publik: 150 Domare: Jesper Fredholm | Stockholm Publik: 150 Domare: Jesper Fredholm |
| 19:30 UTC+1 | 19:30 UTC+1     |            |                 | | Stockholm Publik: 150 Domare: Jesper Fredholm | Stockholm Publik: 150 Domare: Jesper Fredholm |

|             | 6 november 2024 | Gamla Upsala SK | 0 – 9           | Hammarby IF                                                                                                  | Lötens IP                                        |                                                  |
| 19:00 UTC+1 | 19:00 UTC+1     |                 | (0 – 4) Rapport | 11′, 40′, 56′ Smilla Valloto 15′, 61′ Emma Westin 21′ Anna Jøsendal 50′, 84′ Suzu Amano 88′ Ellen Wangerheim | Uppsala Publik: 497 Domare: Amanda Nylund Karman | Uppsala Publik: 497 Domare: Amanda Nylund Karman |
| 19:00 UTC+1 | 19:00 UTC+1     |                 |                 | | Uppsala Publik: 497 Domare: Amanda Nylund Karman | Uppsala Publik: 497 Domare: Amanda Nylund Karman |
| 19:00 UTC+1 | 19:00 UTC+1     |                 |                 | | Uppsala Publik: 497 Domare: Amanda Nylund Karman | Uppsala Publik: 497 Domare: Amanda Nylund Karman |

|             | 6 november 2024 | Örebro SK                                  | 2 – 4           | Linköpings FC                                                      | Behrn Arena                  |                              |
| 19:00 UTC+1 | 19:00 UTC+1     | Sofia Vesterlund 13′ Emelie Alfredsson 89′ | (1 – 0) Rapport | 55′ Eshly Bakker 71′, 97′ Delaney Baie Pridham 108′ Aimee Claypole | Örebro Domare: Linnéa Wallin | Örebro Domare: Linnéa Wallin |
| 19:00 UTC+1 | 19:00 UTC+1     |                                            |                 |                                                                    | Örebro Domare: Linnéa Wallin | Örebro Domare: Linnéa Wallin |
| 19:00 UTC+1 | 19:00 UTC+1     |                                            |                 |                                                                    | Örebro Domare: Linnéa Wallin | Örebro Domare: Linnéa Wallin |

|             | 6 november 2024 | Malmö FF        | 1 – 0           | Trelleborgs FF | Stadion                                   |                                           |
| 19:00 UTC+1 | 19:00 UTC+1     | Mia Persson 35′ | (1 – 0) Rapport |                | Malmö Publik: 1 069 Domare: Niklas Olsson | Malmö Publik: 1 069 Domare: Niklas Olsson |
| 19:00 UTC+1 | 19:00 UTC+1     |                 |                 |                | Malmö Publik: 1 069 Domare: Niklas Olsson | Malmö Publik: 1 069 Domare: Niklas Olsson |
| 19:00 UTC+1 | 19:00 UTC+1     |                 |                 |                | Malmö Publik: 1 069 Domare: Niklas Olsson | Malmö Publik: 1 069 Domare: Niklas Olsson |